# Sam Antonitsch
Sam Antonitsch (* 3. Januar 1996 in Villach) ist ein österreichischer Eishockeyspieler, der seit 2022 bei den Graz 99ers in der ICE Hockey League unter Vertrag steht.

## Karriere
Sam Antonitsch begann mit dem Eishockey bei den Okanagan Vienna Tigers, wo sein Vater Gründungsmitglied und Obmann war. Als 15-Jähriger ging er zur Okanagan Hockey-Academy nach St. Pölten und spielte mit deren Lower Austria Stars in der Erste Bank Young Stars League (EBYSL). In seiner dort letzten Saison gehörte er zusammen mit Marco Richter und Florian Baltram zu den stärksten Spielern seiner Mannschaft und erzielte 41 Punkte in 43 Spielen. Seine ebenfalls erreichten 155 Strafminuten stellen die viertmeisten eines Spielers innerhalb einer Saison in der Geschichte der Liga dar.
Im Sommer 2014 wechselte er zu den Connecticut Junior Rangers in die Vereinigten Staaten und spielte größtenteils in der U18-Abteilung der United States Premier Hockey League, erhielt aber auch vier Einsätze in der Premier-Division. Für die Folgesaison wechselte er zum ebenfalls in der USPHL spielenden Okanagan Hockey Club Europe, wo er auf 34 Einsätze mit 24 Punkten und 54 Strafminuten kam.
Bei der U20-Weltmeisterschaft (Division IA) in Wien belegte Antonitsch mit der österreichischen U20-Nationalmannschaft den zweiten Platz. In fünf Spielen hatte er drei Tore und einen Assist erzielt, womit er drittbester Scorer der Mannschaft hinter Dominic Zwerger und Floriam Baltram wurde.
In der Saison 2016/17 spielte Antonitsch für die Wilkes-Barre/Scranton Knights in der nordamerikanischen Juniorenliga North American Hockey League und erzielte 42 Punkte bei 57 Einsätzen. Im Juni 2017 gab der EC VSV aus der EBEL die Verpflichtung von Sam Antonitsch für die folgende Spielzeit bekannt. Sein erstes Tor in der Liga erzielte er am 22. Oktober 2017 gegen die Vienna Capitals.

## Familie
Sam Antonitsch ist der Sohn der beiden ehemaligen Profitennisspieler Alex Antonitsch und Karin Oberleitner. Seine jüngere Schwester Mira ist ebenfalls Tennisspielerin. Sein Großvater väterlicherseits war 1923 eines der Gründungsmitglieder des EC VSV.

## Karrierestatistik
(Legende zur Spielerstatistik: Sp oder GP = absolvierte Spiele; T oder G = erzielte Tore; V oder A = erzielte Assists; Pkt oder Pts = erzielte Scorerpunkte; SM oder PIM = erhaltene Strafminuten; +/− = Plus/Minus-Bilanz; PP = erzielte Überzahltore; SH = erzielte Unterzahltore; GW = erzielte Siegtore; 1 Play-downs/Relegation; Kursiv: Statistik nicht vollständig)